# Nesomyrmex vargasi
Nesomyrmex vargasi is een mierensoort uit de onderfamilie van de Myrmicinae. De wetenschappelijke naam van de soort is voor het eerst geldig gepubliceerd in 2006 door Longino.